# Apeadeiro de Paião
O Apeadeiro de Paião foi uma interface do Ramal de Montemor, que servia a localidade de Paião, no município de Montemor-o-Novo, em Portugal.

## História
O Ramal de Montemor entrou ao serviço em 2 de Setembro de 1909, e foi encerrado em 1989.